# Interstellar Overdrive
«Interstellar Overdrive» — инструментальная психоделическая композиция британской группы Pink Floyd из альбома The Piper at the Gates of Dawn, написанная в 1966 году. Представлена на второй стороне оригинального британского издания винилового диска (LP) первым по счёту треком. Авторы композиции — все участники группы. «Interstellar Overdrive» является первой композицией Pink Floyd, записанной в профессиональной студии.
Во второй половине 1960-х годов «Interstellar Overdrive» часто исполнялась на концертах Pink Floyd, в том числе, на таких знаменитых лондонских андеграундных концертных площадках, как зал Церкви Всех Святых, клуб «Раундхауc» и клуб «UFO», причём зачастую именно эта композиция открывала программу выступления группы. «Interstellar Overdrive» была центральной частью таких концертов и фестивалей, как The 14 Hour Technicolor Dream и «Games for May». Она наиболее ярко отражает тот импровизационный стиль выступлений, который был характерен для раннего творчества группы с Сидом Барреттом.
Помимо издания на диске The Piper at the Gates of Dawn, основная альбомная версия композиции издавалась также на сборнике 1970 года Relics. Короткая версия «Interstellar Overdrive» была включена в изданный только во Франции сингл 1967 года «Arnold Layne / Candy and a Currant Bun / Interstellar Overdrive». Фрагменты композиции использовались в документальном фильме 1968 года Tonite Lets All Make Love in London, а также в фильмах «San Francisco» (1968) и Music Power (1969).
Наряду с такими композициями, как, например, «East-West» Пола Баттерфилда, «Interstellar Overdrive» является одним из первых продолжительных инструментальных импровизационных психоделических произведений, появившихся в рок-музыке в 1960-х годах.

## История записи
«Interstellar Overdrive» была сочинена музыкантами Pink Floyd осенью 1966 года после возвращения группы в Лондон с летнего отдыха, который они проводили за пределами Англии. В это же время был заключён контракт участников Pink Floyd с менеджерами Питером Дженнером и Эндрю Кингом. Один из новых менеджеров группы Питер Дженнер невольно поучаствовал в создании риффового лейтмотива композиции. Он попытался напеть песню Берта Бакарака «My Little Red Book», которую услышал в обработке группы Love. Сид Барретт повторил рифф на гитаре, но из-за того, что Питер Дженнер сильно исказил мелодию, рифф, сыгранный Барреттом, очень сильно отличался от того, что звучал в песне «My Little Red Book». Этот рифф стал отправной точкой для сочинения новой композиции, получившей впоследствии название «Interstellar Overdrive». По утверждению Энди Маббетта (Andy Mabbett), редактора журнала The Amazing Pudding и автора ряда книг о Pink Floyd, распространённое мнение о том, что основная мелодия «Interstellar Overdrive» была заимствована из звуковой дорожки к комедии «Steptoe and Son», является ошибочным.
Если не считать ранние низкокачественные демонстрационные записи, то первая настоящая студийная запись «Interstellar Overdrive» (вместе с инструментальной композицией «Nick’s Boogie») и первая настоящая студийная запись Pink Floyd вообще состоялась в лондонской «Sound Techniques Studio» 11—12 января 1967 года. Позднее, 23—25 января, 31 января и 1 февраля, в этой же студии были записаны песни для первого сингла группы — «Arnold Layne» и «Let’s Roll Another One».

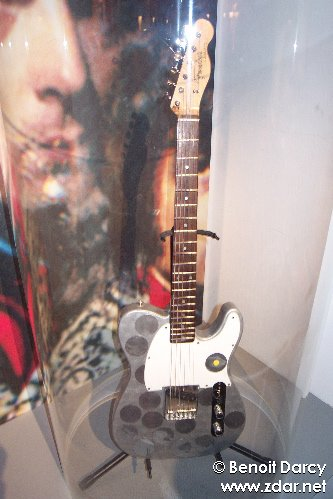
Фендер Телекастер, на котором Сид Барретт играл в студии «Sound Techniques» во время первой записи «Interstellar Overdrive»

Согласно утверждению Николаса Шэффнера, автора книги «Блюдце, полное чудес. Одиссея Pink Floyd», изначально первую запись основных композиций Pink Floyd («Interstellar Overdrive», «Arnold Layne» и других) планировалось сделать в студии фирмы Elektra Records. Организовать запись обещал сотрудник этой фирмы и по совместительству музыкальный директор клуба UFO Джо Бойд, но эти планы были нарушены увольнением Джо Бойда из Elektra Records. Тогда было решено обратиться к компании Polydor Records, но в тот момент, когда от Polydor уже было получено предложение о контракте, Брайан Моррисон (с концертным агентством которого группа только что подписала соглашение) настоял на том, чтобы попробовать заключить контракт с EMI, более крупной на тот момент фирмой звукозаписи. Для того, чтобы шансы на заключение этой сделки были выше и было что предложить для EMI, Брайн Моррисон предложил сделать первую запись самостоятельно. В результате чего первая профессиональная запись Pink Floyd (включавшая трек «Interstellar Overdrive») была проведена в независимой Sound Techniques Studio под руководством продюсера Джо Бойда и звукооператора Джона Вуда (владельца студии). Согласно сведениям Ника Мейсона, изложенным в книге «Вдоль и поперёк: Личная история Pink Floyd», запись группы в Sound Techniques Studio была организована Джо Бойдом до появления Брайана Мориссона, который познакомился с музыкантами и менеджерами группы тогда, когда демозаписи в студии уже были сделаны, Брайн Моррисон оплатил работу группы в Sound Techniques Studio и предоставил демозапись сотрудникам EMI. В результате чего Pink Floyd подписали контракт с EMI на более выгодных условиях, чем с Polydor Records.
По словам Энди Маббетта, запись в «Sound Techniques Studio» была профинансирована по просьбе одной из подруг Сида Барретта кинорежиссёром Питером Уайтхедом с целью использовать часть записи в качестве саундтрека к его фильму Tonite Lets All Make Love in London («Сегодня вечером давайте все займёмся в Лондоне любовью»).
Продолжительность первой записанной версии «Interstellar Overdrive» составила около 17 минут. Вероятно, эта версия была самой близкой по стилю импровизациям на концертах группы. Запись «Interstellar Overdrive» была сделана на четырёхдорожечном магнитофоне в моноформате. Бас и барабаны были записана на одну дорожку, а гитара и орган Farfisa Duo — на две другие, все эффекты были добавлены на четвёртую дорожку. Одним из электронных устройств, использованных для записи композиции, был Binson Echorec. Фрагменты данной версии 19 июля 1968 года были изданы на LP Tonite Lets All Make Love in London, включавшем музыкальные композиции всех исполнителей, прозвучавших в фильме Питера Уайтхеда.
В 1990 году компания See for Miles Records приобрела оригинал записи «Interstellar Overdrive» и «Nick’s Boogie», созданной в Sound Techniques Studio. Упаковка с записью была покрыта плесенью, но из-за того, что её туго перевязали, магнитная лента внутри упаковки не пострадала. Компания выпустила альбом с полными версиями композиций «Interstellar Overdrive» и «Nick’s Boogie» в 1990 году под названием Tonite Let’s All Make Love In London… Plus (позже он переиздавался под названием London ’66-’67). Авторство «Interstellar Overdrive» в звуковых дорожках как 1968, так и 1990 года ошибочно приписывается одному Сиду Барретту.
После заключения контракта с Columbia, дочерней компанией EMI, была записана другая, более короткая (продолжительностью около 10 минут) версия композиции «Interstellar Overdrive», которая вошла в дебютный альбом The Piper at the Gates of Dawn, выпущенный в августе 1967 и несколько лет спустя — в сборник лучшей музыки группы — Relics (1971). Запись была осуществлена в принадлежавшей EMI студии Эбби-Роуд со штатным продюсером фирмы Норманом Смитом во время студийных сессий, которые проводились в процессе записи альбома The Piper at the Gates of Dawn 21—23, 27 февраля, 1, 14—16, 27, 29 марта, 11—13, 17—18 апреля, 21 мая, 1, 5, 7 и 12 июня. Кроме того, 16 марта была записана ещё более укороченная композиция (около 5 с половиной минут) для второй стороны сингла «Arnold Layne» (выпущенного только для французского рынка).
Стереоэффекты и прочие технические новшества, представленные в записи «Interstellar Overdrive», в большинстве своём были отработаны Норманом Смитом при создании альбомов The Beatles (Норман Смит участвовал в их записи в качестве звукоинженера). Музыканты Pink Floyd сосредоточились в основном над работой с моноверсией The Piper at the Gates of Dawn, оставив стереоверсию Норману Смиту и другим студийным специалистам. Наиболее заметные различия в моно- и стереоверсиях «Interstellar Overdrive» слышны в финале композиции. По признанию Нормана Смита, с Сидом Барреттом было очень трудно работать в студии, поскольку играя новый дубль лидер Pink Floyd никогда не повторял одну и ту же мелодию, постоянно вносил в неё те или иные изменения или исполнял нечто совсем непохожее на то, что было сыграно в предыдущем дубле. Поэтому продюсеру приходилось прибегать к монтажу, комбинируя мелодию из фрагментов разных дублей. В случае с «Interstellar Overdrive» игра Сида Барретта не подвергалась редактированию, в композиции были использованы два непрерывных прочтения одной темы, аккуратно наложенных одна на другую. Неоднократные концертные исполнения и работа в студиях Thompson Private Recording и Sound Techniques в значительной степени облегчили процесс записи «Interstellar Overdrive» для альбома The Piper at the Gates of Dawn. По словам Ника Мейсона, на виниловом диске «Interstellar Overdrive» оказалась сильно урезанной в сравнении с той версией композиции, которая исполнялась на концертах.

## История концертных исполнений
Композиция «Interstellar Overdrive» была кульминацией всех концертных выступлений Pink Floyd с Сидом Барреттом в 1966 и 1967 годах, начиная с представлений в зале Церкви Всех Святых. Эта композиция оставалась в числе основных концертных номеров группы и после ухода основного автора песен Pink Floyd вплоть до 1970 года. Практически на каждом концерте «Interstellar Overdrive» обычно исполнялась с новыми элементами, структурированными в одном и том же порядке.

### В 1966—1967 годах
Ранние выступления Pink Floyd были «чистой воды экспериментом и временем, когда мы открывали для самих себя и тщательно изучали то, что пытались делать. Каждый вечер сопровождался невероятными слухами, потому что мы делали совершенно новые вещи и никто из нас не мог заранее представить реакцию публики».
Одними из первых выступлений группы, на которых была исполнена композиция «Interstellar Overdrive», были концерты в зале Церкви Всех Святых, организованные Лондонской свободной школой и недавно созданной Питером Дженнером и Эндрю Кингом компанией Blackhill Enterprises. Первый концерт состоялся 30 сентября 1966 года (совместно с группой The Soft Machine). В этот период обычные для Pink Floyd кавер-версии классики ритм-энд-блюза типа «You Can't Judge a Book by the Cover» Бо Диддли или «Motivating» Чака Берри заменялись песнями Сида Барретта и совместной инструментальной композицией «Interstellar Overdrive», которую стали исполнять на концертах в основном как вступительную. В ранний репертуар группы на концертах в зале Церкви Всех Святых помимо «Interstellar Overdrive» входили такие композиции, как «Let’s Roll Another One», «Lucy Leave», «Stoned Alone» а также включённые впоследствии в альбом The Piper at the Gates of Dawn композиции «The Gnome», «Stethoscope», «Matilda Mother», «Pow R. Toc H.», «Astronomy Domine». Концерты Pink Floyd в Церкви Всех Святых отличались рядом новшеств. Так, впервые были применены слайды, проецируемые прямо на выступавшую группу. Кроме того, после выступлений музыканты Pink Floyd отвечали на вопросы из зала. Концертные номера Pink Floyd, в том числе и «Interstellar Overdrive», представляли собой длительные импровизации на основе главных тем их первых песен и композиций. Нередко свободные импровизации на тему «Interstellar Overdrive» могли растянуться до тридцати-тридцати пяти минут. Сид Барретт, по словам Николаса Шэффнера, превращался в крутящегося и вертящегося дервиша, то и дело, используя фидбэк, он размахивал руками, а светоустановки проецировали колеблющиеся тени на установленный сзади экран. Барри Майлз отмечал, что «Барретт развивал музыкальные новшества, доходя до опасных пределов и, танцуя на краю пропасти, удерживаемый подчас только докатывавшимися до них волнами одобрения со стороны публики, находившейся на расстоянии нескольких дюймов от их ног. Под конец, доведя аудиторию до экстаза, Ник возвращался к отбивке, которая переходила в коду, и люди могли перевести дыхание».

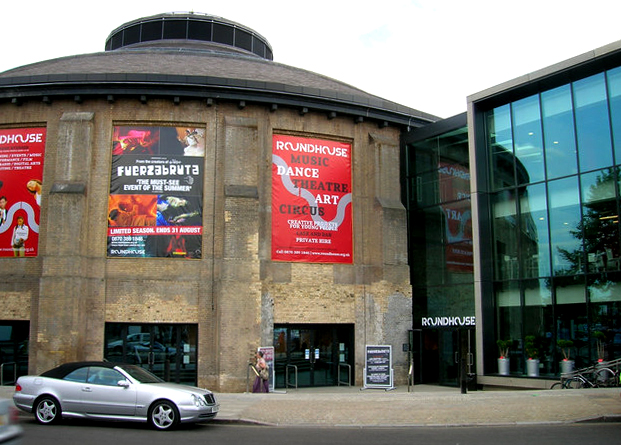
Здание клуба «Раундхауc», в котором 15 октября 1966 года Pink Floyd исполняли «Interstellar Overdrive» на концерте All Night Rave

15 октября 1966 года «Interstellar Overdrive» была исполнена на ещё одном знаменитом концерте лондонского андеграунда под названием All Night Rave в клубе «Раундхауc» (в бывшем здании локомотивного депо). Данное представление, организованное Барри Майлзом, Джоном Хопкинсом и Джимом Хейнзом, было посвящено презентации нового андеграундного журнала IT. Этот концерт посетили такие знаменитые гости, как Пол Маккартни, Марианна Фэйтфул, Микеланджело Антониони, Питер Брук и Моника Витти. В статье IT, описывающей концерт в клубе «Раундхауc», отмечалось, что «Флойд делали диковинные вещи, наполняя аудиторию скрипящими звуками эффекта фидбэк, поражая танцующими на их фигурах проецируемыми слайдами (капельки краски текли по слайдам, чтобы передать ощущение открытого космоса и доисторических миров), а прожектора мигали в такт барабанам». Из-за отказа генератора «Interstellar Overdrive» на этом концерте до конца так и не доиграли. Газета Sunday Times процитировала слова Роджера Уотерса по поводу выступления группы: «Наша музыка может вызвать у вас звуковые кошмары или швырнуть вас в водовороты экстаза. Скорее — второе. Мы замечаем, как наша публика перестаёт танцевать. Наша цель — заставить их застыть с открытыми от удивления ртами, полностью погрузившись в музыку». Позднее музыканты Pink Floyd дали в клубе «Раундхаус» ещё несколько выступлений, включая совместный с The Move и The Who концерт New Year’s Eve All Night Rave 31 декабря, на котором исполнили «Interstellar Overdrive» и «Pow R. Toc H.».
В конце 1966 — начале 1967 года «Interstellar Overdrive» часто исполнялась в клубе UFO, в котором Pink Floyd стала по мнению ряда критиков лучшей группой культуры андеграунда. Первый концерт в UFO состоялся 23 декабря 1966 года.
Наиболее известным выступлением в этом клубе стал концерт 13 января 1967 года. Фрагменты его киносъёмки, включавшие исполнение «Interstellar Overdrive», вошли в документальный фильм Питера Уайтхеда Tonite Lets All Make Love in London. По словам писательницы Дженни Фабиан, воздействие музыки Pink Floyd на зрителей в клубе UFO было не совсем обычным: «они [Pink Floyd] стали первым аутентичным саундом кислотного сознания. Я ложилась на пол, и они парили на сцене подобно сверхъестественным горгульям, играя свою торчковую музыку, и тот же цвет, который взрывался над ними, взрывался и над нами. Ощущение было такое, словно тебя уносит — разум, тело и душу».

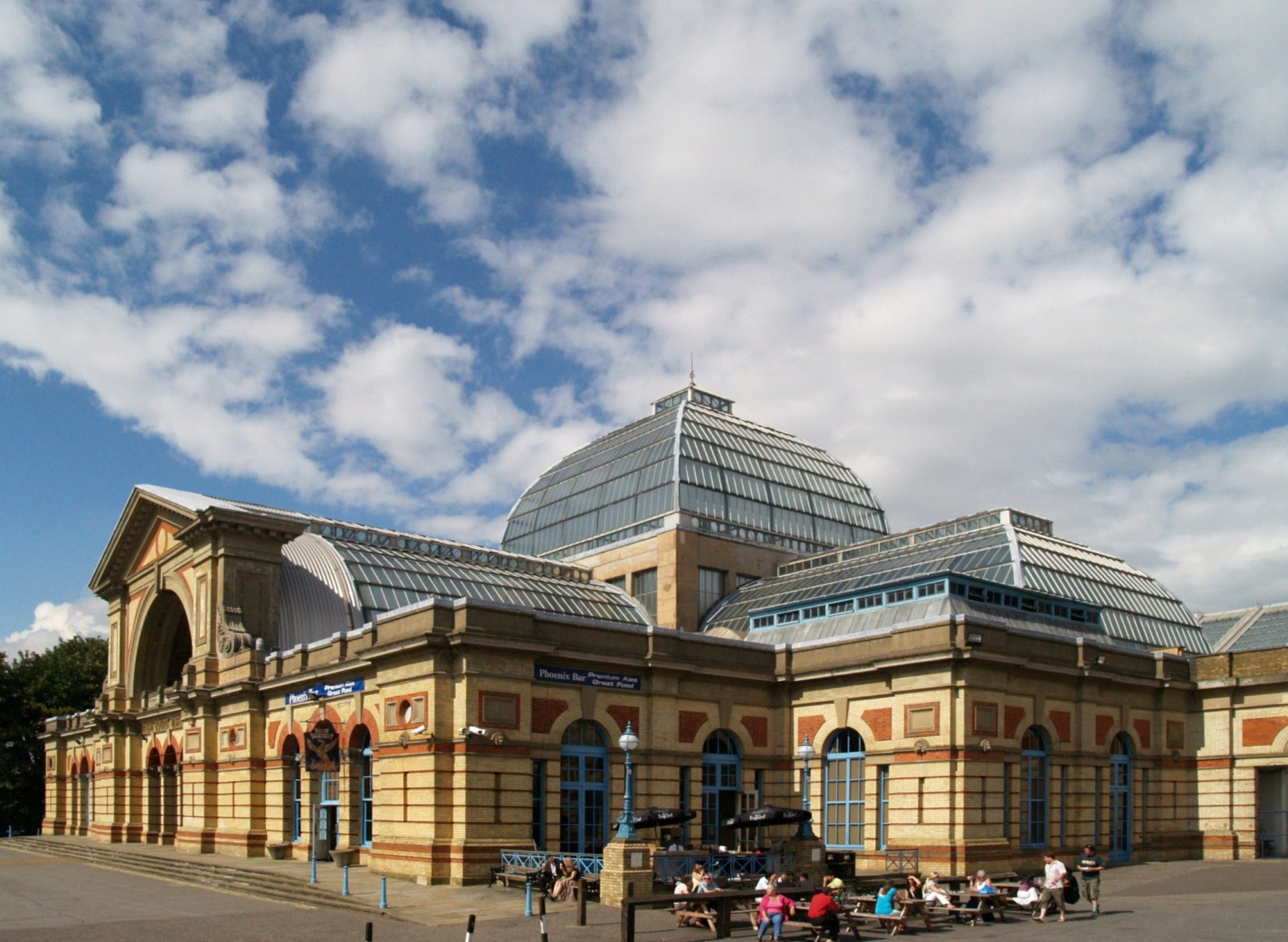
Здание Александра-палас, в котором 29 апреля 1967 года Pink Floyd исполняли «Interstellar Overdrive» на закрытии концерта The 14 Hour Technicolor Dream

29 апреля 1967 года «Interstellar Overdrive» была исполнена на одном из самых значимых событий лондонской контркультуры — на концерте The 14 Hour Technicolor Dream. Pink Floyd со своей центральной композицией «Interstellar Overdrive» закрывала концерт, на котором выступил 41 исполнитель (UFO, Tomorrow, The Soft Machine, Алекс Харви, Артур Браун, The Move, The Pretty Things, The Creation, The Graham Bond Organisation и другие). Одним из зрителей концерта был Джон Леннон. Концерт снимали для показа на канале BBC. Кроме того, съёмки вёл Питер Уайтхед, фрагменты этого фестиваля были включены в его фильм Tonite Lets All Make Love in London. Музыканты Pink Floyd начали играть под утро, когда киносъёмка уже не велась, поэтому их выступление не попало ни в телепередачу BBC, ни в отчёт Питера Уайтхеда. Барри Майлз описывал появление Pink Floyd следующими словами: «По толпе прокатилась волна, все обернулись к огромным окнам, выходящим на восток и окрашенным первыми, ещё слабыми лучами рассвета. В этот волшебный миг застывшего здесь времени и появились Pink Floyd. Их музыка была жуткой, торжественной и успокаивающей. После ночи шалостей, веселья и „кислоты“ пришло торжество рассвета… Глаза Сида сияли, пока взятые им ноты уносились ввысь. А восход отражался на зеркальной поверхности его знаменитого „Телекастера“».

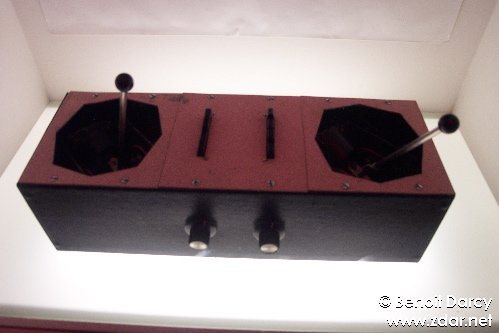
Пульт управления системой «азимут-координатор» (впервые применена 12 мая 1967 года во время представления «Games for May» — «Interstellar Overdrive» в числе прочих треков на этом концерте звучала в квадрофоническом варианте)

12 мая 1967 года «Interstellar Overdrive» исполнялась группой на двухчасовом концерте «Games for May» в Куин Элизабет Холле. Впервые на концертах группа использовала квадрофоническую звуковую систему, управляемую «азимут-координатором». Помимо ставшего обычным для группы светового шоу, концерт сопровождался показом 35-миллиметровых фильмов, проецируемых прямо на музыкантов, и полётом тысяч мыльных пузырей.
В октябре Pink Floyd дали несколько концертов в США, на которых, по воспоминаниям Ника Мейсона, Сид Барретт не всегда вёл себя адекватно. Так, во время исполнения «Interstellar Overdrive» на выступлении в Сан-Франциско, он настолько расстроил свою гитару, что на ней повыпадали все струны. В конечном итоге психическое состояние Сида Барретта не позволило продолжать гастроли по США и их пришлось отменить.
13 ноября группа исполняла композицию во время третьего дня фестиваля Hippy Happy Fair в Роттердаме. Наряду с Pink Floyd выступали The Jimi Hendrix Experience, The Motions, The Soft Machine, Tomorrow и другие группы. После этого фестиваля группа Pink Floyd отправилась в качестве «разогревающего состава» в гастрольный тур Джими Хендрикса. Первый концерт этого тура под названием «Алхимическая свадьба» состоялся 14 ноября. Из-за развивающегося психического расстройства Сид Барретт не всегда мог выйти на сцену — тогда его подменял гитарист группы The Nice Дэйв О’Лист. Из-за лимитированного времени выступления «Interstellar Overdrive» приходилось очень сильно сокращать. На концерте 2 декабря, включавшем исполнение «Interstellar Overdrive», «Astronomy Domine» и «Set the Controls For the Heart of the Sun», впервые на сцене с группой Pink Floyd появился Дэвид Гилмор, заменивший неспособного к выступлению Сида Барретта.
Если на известных концертных площадках в Лондоне и в других крупных городах Великобритании, в Голландии, Франции и в других западноевропейских странах выступления Pink Floyd проходили сравнительно успешно, то в небольших британских городах группу встречало непонимание. По словам Ника Мейсона, публика удивлялась и даже негодовала, слушая такие продолжительные композиции как «Interstellar Overdrive» вместо ожидаемых ею хитов типа «Arnold Layne» и «See Emily Play». Роджер Уотерс, заметил, что «Pink Floyd образца 1967-го года побил все рекорды по освобождению танцплощадок от присутствующих».

### В 1968—1970 годах
6 мая 1968 года «Interstellar Overdrive» исполнялась на фестивале First European International Pop Festival в Риме. Часть выступления была показана по телевидению в Италии и Германии. Композиция была исполнена также 11 мая этого года на фестивале Brighton Arts Festival — The Gentle Sound of Light в Брайтоне. Она стала частью концертной программы бельгийско-нидерландского тура в мае и июне, в частности исполнялась в широко известном концертном зале Paradiso в Амстердаме. «Interstellar Overdrive» была исполнена также 29 июня 1968 года, на следующий день после выхода альбома A Saucerful of Secrets на первом английском открытом рок-концерте в Гайд-Парке, организованном менеджерами группы Питером Дженнером и Эндрю Кингом. Вместе с Pink Floyd в тот день выступили Tyrannozaurus Rex, Jethro Tull и Рой Харпер.
В июле и августе 1968 года «Interstellar Overdrive» была выбрана в качестве композиции, открывающей концерты североамериканского тура Pink Floyd. В декабре «Interstellar Overdrive» исполнялась в студии BBC .
«Interstellar Overdrive» исполнялась 26 апреля 1969 года на фестивале Light & Sound Concert в Бромли, выступление Pink Floyd было записано с целью включения в концертную часть альбома Ummagumma, но музыканты предпочли записи с концертов в Mothers Club в Бирмингеме (27 апреля) и в зале торгового колледжа в Манчестере (2 мая). Вместе с записями «Astronomy Domine», «Careful with That Axe, Eugene», Set the Controls и «A Saucerful of Secrets» в концертную часть альбома Ummagumma планировалось включить запись «Interstellar Overdrive», но в последний момент группа отказалась от этой идеи. По словам Джона Пила, концертная запись «Interstellar Overdrive», планировавшаяся для включения в альбом Ummagumma, была единственной похищенной из его квартиры вещью.
Часть композиции «Interstellar Overdrive» под названием «The Labyrinths of Auximines» исполнялась в составе сюиты The Journey во время концертов 1969 года The Man and The Journey. Премьера этой концертной программы состоялась 14 апреля 1969 года в Лондоне в концертном зале «Royal Festival Hall». На бис музыканты Pink Floyd сыграли во время этого выступления также полную оригинальную версию «Interstellar Overdrive». Сокращённая версия The Man and The Journey была записана 12 мая для радиопрограммы BBC Top Gear. Наиболее известным благодаря трансляции по радио и неофициально изданным записям является концерт The Man and The Journey в зале Консертгебау в Амстердаме 17 сентября 1969 года.
8 августа 1969 года «Interstellar Overdrive» исполнялась на бис на 9-м национальном фестивале Jazz Pop Ballads & Blues в английском городе Пламптон. 11 октября — исполнялась на фестивале Internationales Essener Pop & Blues в немецком городе Эссен. Наряду с Pink Floyd на этом фестивале выступали Fleetwood Mac, The Pretty Things, Yes, Мадди Уотерс, Алексис Корнер, The Nice, Deep Purple и другие.
25 октября композиция была исполнена на поп- и джаз-фестивале Actuel Festival в бельгийском городе Amougies. Данное выступление стало историческим благодаря джем-сейшну с Фрэнком Заппой во время исполнения «Interstellar Overdrive». Съёмки концерта были включены в документальный фильм Music Power. 6 декабря «Interstellar Overdrive» открывала выступление группы на фестивале прогрессивной музыки в валлийском городе Талбот.
30 марта 1970 года «Interstellar Overdrive» исполнялась на фестивале Musique Evolution во французском Ле-Бурже.
29 апреля «Interstellar Overdrive» была сыграна на бис на концерте в Сан-Франциско в Fillmore West, который Николас Шэффнер относит к одним из самых известных концертных выступлений Pink Floyd. 21 ноября «Interstellar Overdrive» исполнялась на бис на музыкальном фестивале Super Pop 70 в Казино Монтрё (Монтрё, Швейцария). Запись этого концерта издана на бутлеге Montreux Casino.

### В 1990—2010 годах
С 1990-х годов композиция «Interstellar Overdrive» стала исполняться на сцене такими исполнителями как The Melvins и Pearl Jam.
Pearl Jam исполняет «Interstellar Overdrive» на концертах с 1998 года, часто фрагмент этой композиции звучит в начале выступления группы.

## Критика
«Interstellar Overdrive» является новаторским произведением для музыкальной сцены 1960-х годов. Эта композиция стала одной из первых, по крайней мере из тех, которые получили широкую известность, продолжительных инструментальных импровизаций в психоделическом роке.
«Interstellar Overdrive» в концертном творчестве Pink Floyd — яркий образец основы для импровизационной рок-музыки, которой придерживался на концертах Сид Барретт, отказываясь от исполнения коротких песен с синглов.
Композиция получила большое число положительных отзывов многих музыкальных критиков.
Итальянский критик Пьеро Скаруффи назвал альбом «The Piper at the Gates of Dawn» «шедевром», а композицию «Interstellar Overdrive» — «шедевром внутри шедевра» («masterpiece inside a masterpiece»). По его мнению, композиция представляла собой:

Синтез подсознательных посланий гуру и кислотных жрецов, потока сознания в стиле Джеймса Джойса и научной фантастики, сюрреализма и психоанализа Фрейда; вся эта композиция была словно хамелеоноподобное безумие, в котором Барретт решительно отказался от своей обычной роли менестреля, играющего нестройно звучащие мелодии (фолк-певца психоделического направления), от роли метафизического шута и от роли послушника духовного учителя, став при этом космическим музыкантом.
Оригинальный текст (англ.)A synthesis of subliminal messages from gurus and acid priests, streams of consciousness a' la James Joyce & science fiction, of surrealism, and of Freudian psychoanalysis; the entire suite is a chameleon-like frenzy on which Barrett more violently abandoned the role of dissonant minstrel (psychedelic variation of a folk-singer), of metaphysical jester, of novice guru, and took on the role of cosmic musician.

В обзоре лучших 100 дебютных альбомов журнала Rolling Stones «Interstellar Overdrive» названа «разнузданным гитарным сумасшествием, по-прежнему оставляющим в памяти самые яркие впечатления», в обзоре 500 лучших альбомов всех времён журнала Rolling Stones композиция названа «странным безумием под кайфом, полным, как и все остальные треки альбома, живых, психоделических образов и кислотных гитарных звуков».
Ряд критиков и исследователей творчества Pink Floyd отмечали резкий контраст «Interstellar Overdrive» на фоне остальных песен и композиций дебютного альбома группы.
В критическом обзоре альбома The Piper at the Gates of Dawn на сайте BBC Music «Interstellar Overdrive» сравнивается с «чёрной дырой» между остальными треками диска, открывающей «иную сторону Сида Барретта», с «сияющим, взрывным, научно-фантастическим звучанием урчащей гитары на всём протяжении этого продолжительного музыкального произведения».
Влияние «Interstellar Overdrive» на творчество отмечает, в частности, британский музыкант Дэйв Брок, чья группа Hawkwind начинала играть психоделический рок примерно в одно время с Pink Floyd: «Моя коллекция Floyd включает все их ранние вещи и ничего, начиная с Ummagumma. То, что они делали, то было прекрасно и свободно, их длинные треки мы любили слушать… „Interstellar Overdrive“ была авангардной рок-музыкой. Когда мы выступали под цирковым тентом со своими психоделическими вещами, они были уже восходящими звёздами. Они затем стали на долгое время королями спейс-рока с их повторяющимися аккордами, продолжительными соло и электронными звуками… Они создавали музыкальные абстракции. Конечно, они вынуждены были иногда отклоняться в сторону музыкального бизнеса — как с песней „Arnold Layne“. Но „Interstellar Overdrive“ давала нам абсолютную свободу».
Редакция журнала Rolling Stone поставила «Interstellar Overdrive» на 32 место в списке «100 величайших гитарных композиций всех времён». «Interstellar Overdrive» также была включена в список «30 величайших песен Pink Floyd» (3-е место), опубликованный в октябре 2008 года в журнале Uncut, список был создан по опросам участников Pink Floyd Дэвида Гилмора и Ника Мейсона, их друзей, знакомых музыкантов и наиболее известных поклонников.

## Кинематограф и телевидение

Обложка альбома London ’66–’67 (1995), на этом диске представлена запись «Interstellar Overdrive» длительностью около 17 минут

Фрагменты композиции «Interstellar Overdrive» использовались в документальном фильме британского режиссёра Питера Уайтхеда Tonite Lets All Make Love in London, впервые показанном 26 сентября 1967 года на 5-м Нью-Йоркском кинофестивале. Эти фрагменты были взяты из оригинальной, более продолжительной версии «Interstellar Overdrive», записанной 11—12 января 1967 года в студии Sound Techniques при содействии режиссёра. Фильм представляет собой репортаж о культурных событиях, молодёжных движениях и политических акциях, о некоторых музыкантах, артистах и художниках свингующего Лондона второй половины 1960-х годов. В финале фильма Аллен Гинзберг читает отрывки своей поэмы Tonite Lets All Make Love in London, название которой Питер Уайтхед позаимствовал для своей картины. Помимо прочего фрагменты «Interstellar Overdrive» сопровождают кадры исполнения этой композиции на концерте Pink Floyd, снятые Питером Уайтхедом 13 января в клубе UFO, а также кадры записи группы 11—12 января в Sound Techniques Studio.
В 1994 году компания «See for Miles Records» использовала оригиналы записи «Interstellar Overdrive» и «Nick’s Boogie», ранее изданные на альбоме Tonite Let’s All Make Love In London… Plus, в видеофильме London ’66-’67. В фильм вошли кадры работы Pink Floyd в студии Sound Techniques, их выступление в клубе UFO, сюжеты времён 1960-х годов, а также съёмки фестиваля The 14 Hour Technicolor Dream. В London ’66-’67 представлены эпизоды, вошедшие в фильм Tonite Lets All Make Love in London 1968 года, и ранее неизданный киноматериал. В 2005 году фильм был издан на DVD. Помимо видеоряда «Interstellar Overdrive» и «Nick’s Boogie» в него были включены дополнительные материалы: сюжет о режиссёре Питере Уайтхеде, интервью с Миком Джаггером и другие.
Версия композиции, записанная в Sound Techniques, была использована также режиссёром Энтони Стерном в его 15-минутном документальном фильме 1967 года «Сан-Франциско», включающем эпизоды, снятые за 24 часа, проведённые в этом «психоделическом городе». Фильм был снят при содействии Британского института кино, на рубеже 1960-х и 1970-х годов показывался на нескольких международных кинофестивалях. Согласно данным исследователя истории Pink Floyd Гленна Пови, часто ошибочно считают, что для записи саундтрека этого документального фильма использовалась версия «Interstellar Overdrive», записанная 31 октября 1966 года в студии Thompson Private Recording Studios.
27 января 1967 года одно из выступлений Pink Floyd в клубе UFO было снято компанией Granada TV и показано 7 февраля в передаче Scene Special, что стало первым появлением Pink Floyd на телевидении. Помимо концертного видео «Interstellar Overdrive» и «Matilda Mother» в передачу вошли фрагменты поэтических чтений 1965 года, представления в клубе «Раундхаус», кадры с площади Пикадилли, интервью с Джимом Хейнзом, Барри Майлзом, Джоном Хопкинсом и Полом Маккартни.
24 февраля 1967 года исполнение «Interstellar Overdrive» в клубе UFO было снято германским телевидением для часовой документальной передачи о лондонской контркультуре (с участием также группы The Who) под названием Die Jungen Nachtwandler — London Unter 21 и показано на канале Bayerische Rundfunk TV 3 июля этого же года.
6 мая 1968 года съёмки «Interstellar Overdrive» в числе других композиций Pink Floyd, сделанные в Palazzo dello Sport в Риме были показаны по телевидению в Италии и в ряде других европейских стран.
В октябре 1969 года был снят документальный фильм Music Power об Амужском музыкальном фестивале (режиссёр — Gerome Laperrousaz), одно из важнейших мест в нём отведено исполнению композиции «Interstellar Overdrive».

## Кавер-версии
Собственные версии «Interstellar Overdrive» были сыграны такими музыкантами, как The Melvins, The Mars Volta, Pearl Jam, Spiral Realms и т. д.
- Tyrannosaurus Rex в 1969 году[123];
- кавер-версия «Interstellar Overdrive» в стиле диско среди прочих версий композиций Pink Floyd записана группой Rosebud в 1977 году на альбоме Discoballs[124];
- Camper Van Beethoven в 1986 году[125];
- Marble Orchard в 1991 году[126];
- кавер-версия «Interstellar Overdrive» исполнена группой Hawkwind в 1996 году, запись издана на четвёртом диске бокс-сета Hawkwind Family Box,выпущенного в 1999 году[127];
- концертные версии вступительной части «Interstellar Overdrive» группы Pearl Jam исполняются с 1998 года[103], они представлены на нескольких неофициально изданных концертных альбомах, в частности, на 8-18-00 — Indianapolis, Indiana и 10-27-00 — Fresno, California[128][129];
- Red Hot Chili Peppers открыли концерт 12 июля 2006 года на MEN Arena в Манчестере с композиции «Interstellar Overdrive»;
- Electric Wizard в 2008 году;
- Moe[англ.] в 2008 году[130];
- Kylesa в 2008 году[131];
- Psychic TV в 2013 году[132];

## Издания
Композиция «Interstellar Overdrive» издавалась на следующих студийных альбомах, саундтреках и сборниках группы Pink Floyd:
| год  | альбом                                      | лейбл                                                 | примечание |
| ---- | ------------------------------------------- | ----------------------------------------------------- | --- |
| 1967 | The Piper at the Gates of Dawn              | Columbia / EMI (Великобритания) Tower / Capitol (США) | оригинальная запись — 9:41 |
| 1968 | Tonite Lets All Make Love in London         | Instant                                               | фрагменты первой версии из саундтрека к фильму — 16:46 |
| 1971 | Relics                                      | Starline                                              | оригинальная запись в сборнике лучших композиций |
| 1974 | A Nice Pair                                 | Capitol                                               | оригинальная запись в переиздании 2 ранних студийных альбомов |
| 1990 | Tonite Lets All Make Love in London ...Plus | See for Miles Records                                 | расширенная первая версия из саундтрека к фильму — 16:52 |
| 1994 | London ’66–’67                              | See For Miles Films                                   | расширенная первая версия из саундтрека к фильму на видео в формате VHS |
| 1995 | London ’66-’67                              | See For Miles Records                                 | расширенная первая версия из саундтрека к фильму (переиздание записи 1990 года Tonite Lets All Make Love in London …Plus) |
| 2005 | London ’66-’67                              | Snapper Music                                         | расширенная первая версия из саундтрека к фильму на видео в формате DVD |
| 2007 | Oh, by the Way                              | EMI                                                   | оригинальная запись в переиздании 14 студийных альбомов группы, включая альбом The Piper at the Gates of Dawn |
| 2007 | The Piper at the Gates of Dawn              | EMI                                                   | оригинальная запись в издании, посвящённом 40-летнему юбилею альбома The Piper at the Gates of Dawn: в моно- и стереовариантах, а также (на 3-м бонусном диске) версия с французского издания сингла «Arnold Layne / Candy and a Currant Bun / Interstellar Overdrive» и версия, записанная в студии 6-м по счёту дублем |
| 2011 | Discovery                                   | EMI                                                   | оригинальная запись в переиздании 14 студийных альбомов группы, включая альбом The Piper at the Gates of Dawn |

В июле 1967 года была издана сокращённая запись для французского EP сингла (для стороны B) «Arnold Layne / Candy and a Currant Bun / Interstellar Overdrive» длительностью 5:18. Через 20 лет в 1987 году во Франции было выпущено юбилейное переиздание сингла.

## Участники записи
- Сид Барретт — гитара[137];
- Ричард Райт — орган[137];
- Роджер Уотерс — бас-гитара[137];
- Ник Мейсон — ударные[137].

а также
- Норман Смит — барабанная дробь[138]